# Luigi Zamboni (militare)
Luigi Zamboni (Bologna, 14 luglio 1909 – Mar Mediterraneo, 3 febbraio 1943) è stato un militare italiano, che con il grado di Capitano di corvetta della Regia Marina fu comandante della torpediniera Uragano durante l'ultima missione eseguita dall'unità il 3 febbraio 1943. Decorato di Medaglia d'oro al valor militare alla memoria, e con due Croci di guerra al valor militare.

## Biografia
Nacque a Bologna il 14 luglio 1909 figlio di Albano e di Cuccoli Anna, e frequentò l'Accademia navale di Livorno da cui uscì con il grado di guardiamarina nel 1929. L'anno successivo conseguì la promozione a sottotenente di vascello, e dopo aver frequentato il Corso Superiore presso l'Accademia Navale, si imbarcò in successione sulla cannoniera Campania, sulla nave scuola Amerigo Vespucci e sul cacciatorpediniere Daniele Manin.
Promosso tenente di vascello il 15 luglio 1934, si imbarcò poi dal 7 agosto 1935, sull'incrociatore leggero Muzio Attendolo in qualità di 1° Direttore del Tiro, conservando tale incarico per ben sette anni, anche dopo la sua promozione a capitano di corvetta. Nel settembre 1942 assunse il comando della torpediniera Uragano, appartenente alla 2ª Squadriglia torpediniere di scorta. Al comando di questa nave svolse ben ventidue missioni di guerra, scortando convogli tra la Grecia e l'Africa settentrionale, e poi tra i porti italiani e la Tunisia.
Il 3 febbraio 1943 salpò da Biserta per Napoli, come scorta, insieme al cacciatorpediniere Saetta ed alle torpediniere Sirio, Monsone e Clio alla nave cisterna Thorsheimer. Alle ore 09.38 l'unità urtò di poppa una mina (posata dal posamine britannico Abdiel), ed affondò dopo circa quattro ore per i danni subiti. Dal posto di comando egli impartì tutte le necessarie disposizioni per tentare di salvare la nave, e quando dopo lunghe ore di estenuanti tentativi si accorse che non era più possibile salvare l'unità, diede ordine all'equipaggio di imbarcarsi sulle zattere di salvataggio. Egli, insieme agli ufficiali del suo Stato maggiore che non vollero abbandonarlo, si inabissò insieme alla nave. Per onorarne la memoria sua, e del comandante del cacciatorpediniere Saetta Enea Picchio, fu decretata la concessione della medaglia d'oro al valor militare.
Anche il fratello Alberto, di due anni più giovane, fu ufficiale di Marina raggiungendo il grado di ammiraglio di squadra.

### Annotazioni
1. ↑  Durante il periodo trascorso a bordo del Muzio Attendolo fu decorato con due croci di guerra al valor militare.
2. ↑  Nel tentativo di aiutare la Uragano immobilizzata, il cacciatorpediniere Saetta si avvicinò, ma alle 9.48 urtò una mina che lo spezzò in due provocando il rapido affondamento dell'unità.

### Fonti
1. 1 2 3  Ufficio Storico della Marina Militare 1992, p. 418.
2. 1 2  Zamboni 2012, p. 18.
3. 1 2 3 4  Zamboni 2012, p. 19.
4. 1 2 3  Zamboni 2012, p. 20.
5. ↑  Ufficio Storico della Marina Militare 1992, p. 419.